# Frag
Pour l’article homonyme, voir Frag (jeu).
Dans le jargon des jeux vidéo, « faire un frag » désigne le fait d'éliminer un adversaire dans les jeux de tir à la première personne (first-person shooter ou FPS) ou dans certains MMORPG. C'est la reprise d'un terme militaire argotique anglais, fragging, qui désigne l'action de tuer une personne avec une grenade à fragmentation (ou une arme qui ne permet pas de désigner son auteur).
Dans les FPS, le mode match à mort (Deathmatch en anglais) établit au cours d'une partie le classement des joueurs en fonction de leur nombre de frags. Le joueur ayant comptabilisé le plus de frags est alors désigné vainqueur de la partie.

## Historique

### Origine du terme
En anglais américain, ce terme argotique est apparu pendant la guerre du Viêt Nam, où les grenades à fragmentation (fragmentation devices) étaient employées par les G.I. rebelles pour « fragger » (fragging) leur propres officiers.

### Dans les jeux vidéo
Le terme « frag » fut repris pour la première fois dans les jeux vidéo avec Doom (1993), l'un des premiers jeux de tir à la première personne, au sein de ses parties en multijoueurs.

## Variantes
Un frag pouvant englober à peu près toutes les façons possibles de tuer un adversaire, des variantes ont fait leur apparition pour des cas précis.
- Headshot (littéralement « tir en pleine tête ») : désigne des frags réalisés en tirant dans la tête de l'adversaire, le tuant ainsi généralement d'une seule balle.
- Telefrag : le fait de se téléporter sur la position occupée par quelqu’un ; courant dans le jeu Quake 3 où la zone d'arrivée des téléporteurs n'est pas signalée, permettant ainsi l'utilisation de cette tactique pour faire un « frag ». Dans Unreal Tournament, les joueurs sont équipés de téléporteurs portatifs, le telefrag consiste alors à se téléporter à un endroit où se trouve déjà quelqu'un, pour se téléporter à travers lui et le faire éclater.
- Double frag - Multifrag - Mega frag - Ultra frag, etc. : suite de frags dans un temps très court, notamment dans la série Unreal Tournament ou dans la série Halo.